# 辛普森積分法
辛普森法則（英語：Simpson's rule）是一種數值積分方法，是牛顿-柯特斯公式的特殊形式，以五次曲線逼近的方式取代矩形或梯形積分公式，以求得定積分的數值近似解。最基本的近似，稱為辛普森1/3法，其近似公式如下：
{\displaystyle \int _{a}^{b}f(x)\,dx\approx {\frac {b-a}{6}}\left[f(a)+4f\left({\frac {a+b}{2}}\right)+f(b)\right]}
該方法由英國數學家托馬斯·辛普森所創立。

## 簡化公式
{\displaystyle V={\frac {h(a+4b+c)}{6}}}
- h是立体（常指擬柱體）的高度
- a是下底面积
- b是中间截面面积（在一半高度上的截面面积）
- c是上底面积

棱柱和圆柱（{\displaystyle a=b=c}）
{\displaystyle V={\frac {h(a+4b+c)}{6}}={\frac {h\cdot 6a}{6}}=ha}(棱柱和圆柱的体积=底面积*高)
棱锥和圆锥（a=4b,c=0）
{\displaystyle V={\frac {h(a+4b+c)}{6}}={\frac {h(a+{\frac {4a}{4}}+0)}{6}}={\frac {ah}{3}}}
(棱锥和圆锥的面积=等底、等高的圆柱、棱柱体积的1/3)
圆台
{\displaystyle V={\frac {h(a+4b+c)}{6}}={\frac {\pi h(R^{2}+Rr+r^{2})}{3}}}
球体
{\displaystyle V={\frac {h(a+4b+c)}{6}}={\frac {2R(0+4\pi R^{2}+0)}{6}}={\frac {4\pi R^{3}}{3}}}
公式还可以用于计算平面形面积例如：平行四边形、梯形、三角形……
平行四边形（正方形、矩形等）
{\displaystyle S={\frac {h(a+4b+c)}{6}}=ah}
(平行四边形的面积等于底乘高)
梯形
{\displaystyle S={\frac {h(a+4b+c)}{6}}={\frac {h(a+c)}{2}}}
三角形
{\displaystyle S={\frac {h(a+4b+c)}{6}}={\frac {ah}{2}}}